# Episodi di Lupin, l'incorreggibile Lupin
Questa è la lista degli episodi della serie anime Lupin, l'incorreggibile Lupin.
| Nº | Titolo italiano (edizione Mediaset / edizione Yamato Video) Giapponese 「Kanji」 - Rōmaji - Traduzione letterale | In onda           | In onda |
| Nº | Titolo italiano (edizione Mediaset / edizione Yamato Video) Giapponese 「Kanji」 - Rōmaji - Traduzione letterale | Giapponese        |         |
| 1  | Il tesoro di Al Capone / L'oro mi chiama 「金塊はルパンを呼ぶ」 - Kinkai wa Rupan o yobu – "L'oro chiama Lupin" | 3 marzo 1984      |         |
| 1  | Il terribile gangster Al Capone lasciò alla sua morte un favoloso tesoro che poteva essere trovato solo da chi avesse decifrato un messaggio scritto su cinque piastrelle. Fujiko ne trova tre, mentre le altre due sono in possesso di Cin-Kuai e di Starmow, due pericolosi criminali americani. Zenigata, sempre a caccia di Lupin, si trova coinvolto in questa affannosa ricerca e Lupin, oltre a tenere a bada i suoi avversari, deve liberarsi dell'inopportuno ispettore... |                   |         |
| 2  | Un tiro mancino / Una mega trappola! 「大いなる罠を暴け」 - Ōinaru wana o abake – "La grande trappola" | 10 marzo 1984     |         |
| 2  | Una trappola ben congegnata per arrestare Lupin, si ritorce contro il suo ideatore, ovvero l'ispettore Zenigata. Tradito da un suo diretto superiore, che si è innamorato di Fujiko, Zenigata perde la faccia e il lavoro. Incredibile, ma vero sarà proprio Lupin ad aiutarlo a riabilitarsi, dandogli una mano ad acciuffare il vero colpevole. Il motivo è che senza Zenigata chi si divertirebbe più? |                   |         |
| 3  | La torre degli angeli / Gli angeli dell'inferno 「こんにちは地獄の天使」 - Konnichiwa jigoku no tenshi – "Ciao, angeli dell'inferno" | 17 marzo 1984     |         |
| 3  | In molti sono interessati alla "Collezione degli Angeli", una favolosa raccolta di quadri d'autore, ma nessuno sa dove si trovi. Lupin, penetrato nella torre del castello possibile nascondiglio della collezione, invece dei quadri, trova una ragazzina di 15 anni di nome Flora, che lo aspetta al varco. Confinata in casa dalla matrigna, la sedicesima moglie di suo padre, il defunto Malcom Haerst, Flora spera di potere scappare insieme a Lupin e vivere avventure mozzafiato. Non sapendo come comportarsi, Lupin in un primo momento decide di accontentarla facendole provare il brivido di qualche furto "alla buona", ma poi la rispedisce indietro alla matrigna. Quello che però ignora è che Flora è affetta da un male incurabile e non le restano ormai che soli tre giorni da vivere...          |                   |         |
| 4  | Segnali d'amore / Telepatia uguale amore 「テレパシーは愛のシグナル」 - Terepashī wa ai no signal (shigunaru) – "La telepatia è il segnale dell'amore" | 24 marzo 1984     |         |
| 4  | Il tesoro nella stiva di un galeone spagnolo, sommerso nel Triangolo delle Bermude, è oggetto delle attenzioni di Lupin e dei suoi amici. Nella faccenda però si intromette Sindbat, una piratessa, che insieme alla sua banda, rivendica diritti sul tesoro, il cui recupero ha già tentato, ma inutilmente. Per sfruttare il genio di Lupin, Sindbat prende in ostaggio Fujiko, la iberna e leggendo il suo pensiero, tramite una sofisticata apparecchiatura, scopre che Lupin pensa di recuperare il relitto utilizzando un iceberg che, sciogliendosi, al momento opportuno, provocherà un'ondata gigantesca permettendo così al galeone di riemergere in superficie. Sindbat inoltre intende sedurre Lupin per piegarlo ai suoi voleri. Fortunatamente Fujiko riesce a mettersi in contatto telepatico con lui... |                   |         |
| 5  | Re di spade / L'ineguagliabile Goemon 「五右エ門無双」 - Goemon musō – "L'impareggiabile Goemon" | 7 aprile 1984     |         |
| 5  | Un certo Otto Von Ulgensten è il capo di un'organizzazione di neonazisti impegnata a recuperare il tesoro di un gerarca, finito nel fondo dell'Oceano di fronte al Sud America. Uno degli uomini di Von Ulgensten lo tradisce e cerca di vendere la mappa del tesoro a Lupin, ma prima che possa farlo viene eliminato... |                   |         |
| 6  | Il tesoro dei Megas / Arrivo... ma col carro armato! 「ルパンが戦車でやってきた」 - Rupan ga sensha de yattekita – "Lupin è entrato dal serbatoio" | 19 maggio 1984    |         |
| 6  | Lupin e i suoi si trovano in un paese del Sud America alla ricerca di un favoloso tesoro. Jigen incontra Gallauco, un vecchio amico oltre che un abile maestro d'armi, ora mercenario al servizio dei ribelli, che combattono contro l'esercito regolare del generale Reptol. Gallauco tradisce i suoi compagni, ma, dopo aver confessato, viene eliminato da Reptol. Dopo la battaglia decisiva tre le due fazioni, Lupin riesce a trovare il tesoro in fondo ad un lago ma Jigen gli suggerisce di lasciarlo ai ribelli che così potranno finanziarsi per combattere la guerra. |                   |         |
| 7  | Carambola vincente / Il nero mietitore 「死神ガーブと呼ばれた男」 - Shinigami gābu to yobareta otoko – "L'uomo conosciuto come lo shinigami" | 26 maggio 1984    |         |
| 7  | Gruve è un redivivo. Ex complice di Fujiko, è riapparso improvvisamente. Lei lo aveva abbandonato, portandosi via il bottino di un colpo messo a segno insieme. Durante il furto c'era stata una sparatoria e Gruve era stato colpito da una pallottola alla testa, che rimasta "in situ", non potendo essere asportata, gli aveva potenziato il nervo ottico così da renderlo in grado di percepire con netto anticipo i colpi sparati contro di lui. Ora Gruve vuole vendicarsi di Fujiko... |                   |         |
| 8  | Il talismano d'oro / Operazione: Vergine Maria 「聖母マリヤの脱出作戦」 - Seibo Mariya no dasshutsu sakusen – "L'operazione di fuga dalla Vergine Maria" | 9 giugno 1984     |         |
| 8  | Per vendicarsi di un vecchio torto subito da Lupin, Yunkel rapisce Fujiko e la porta in uno sperduto villaggio dell'Alaska, dove egli è a capo di una comunità di fuoriusciti. Facendo leva sulla loro ignoranza, egli li induce a credere che una statuetta d'oro della Madonna, da essi stessi costruita, sia il loro talismano. Quando Lupin e i suoi amici corrono in soccorso di Fujiko, Yunkel aizza contro di loro l'intero villaggio, facendoli passare per dei demoni. Ciononostante Lupin e i suoi riescono a liberare Fujiko e a impossessarsi della statuetta della Madonna, che si ripromettono di portare a Notre Dame... |                   |         |
| 9  | I semi del loto / Lupin, la clonazione 「コピー人間は高くつく」 - Kopī ningen wa takaku tsuku | 16 giugno 1984    |         |
| 9  | Qualcuno trama contro Lupin. Il professor Beuvalzer, con l'inconsapevole complicità di Fujiko, lo fa arrestare per accaparrarsi l'archivio segreto delle sue gesta criminali. Lo scopo del professore è quello di riprodurre per clonazione la copia perfetta di Lupin che, debitamente addestrata, possa sostituirlo nel compimento di imprese criminali sotto il totale controllo dello scienziato. Il piano però fallisce a causa anche dell'intervento di Fujiko... |                   |         |
| 10 | Il diamante segreto / L'odore della cospirazione 「秘宝は陰謀の匂い」 - Hihō wa inbō no nioi – "Spara odore di cospirazione" | 23 giugno 1984    |         |
| 10 | Un misterioso messaggio in codice invita Lupin a controllare un diamante appartenuto a Lupin I ed ora in possesso del Ministro della Giustizia. Lupin teme una trappola, ma trova ad attenderlo il Ministro in persona, che gli propone una scommessa. Se riuscirà a impadronirsi del diamante il Ministro si impegna a dare le sue dimissioni, altrimenti Lupin passerà il resto dei suoi giorni in prigione. Lupin, naturalmente, accetta... |                   |         |
| 11 | Uno strano fascino / Il rubino dalle lacrime di sangue 「ルビーは血の汗を流す」 - Rubī wa chi no ase o nagasu | 7 luglio 1984     |         |
| 11 | Il rubino "Cuore di Dracula", ogni cento anni, nella ricorrenza del compleanno di Dracula, stilla sangue. Berne una sola goccia, significa assicurarsi un secolo di vita. È così che l'affascinante Mama è già riuscita a superare i 300 anni di età e, grazie al suo fascino ipnotico, è a capo di una banda che le assicura protezione e sostegno. Lupin, neanche a dirlo, vuole impossessarsi del rubino con l'intento di regalare a se stesso e a Fujiko un secolo di vita. Fujiko però, dopo essersi infiltrata nella banda di Mama, cade preda del suo strano magnetismo. |                   |         |
| 12 | La caramella del mago / Il prigioniero di Balutun 「バルタン館のとりこ」 - Barutankan no toriko | 28 luglio 1984    |         |
| 12 | Garge, abilissimo ex falsario di quadri, è rinchiuso nella villa di Balatun, che lo costringe a riprendere la sua attività, avendolo sequestrato insieme alla figlia Sophie, che tiene in ostaggio. Lupin decide di intervenire, anche perché nella galleria di Balatun si trova il ritratto di una donna assai cara a un suo antenato. Inoltre Garge e Sophie sono vecchi amici di Lupin. Dopo vari stratagemmi e travestimenti Lupin riesce a liberare i suoi amici oltre che a impossessarsi dell'intera collezione di quadri della galleria di Balatun, ma Fujiko gli riserva una sorpresa... |                   |         |
| 13 | Rapimento nello spazio / L'eleganza del male 「悪のり変装曲」 - Warunori hensōkyoku | 20 ottobre 1984   |         |
| 13 | Madame Luisa, una vedova, riunisce ad un ricevimento le donne più ricche del mondo. Fujiko convince Lupin a parteciparvi, naturalmente sotto mentite spoglie, per appropriarsi dei loro preziosi gioielli. Per intrattenere gli ospiti è previsto un giro nello spazio su una vera navicella spaziale. Una volta nello spazio però la navicella viene rapita e subito dopo giunge la richiesta di riscatto per le signore coinvolte nel sequestro: una somma esorbitante! L'ispettore Zenigata è incaricato delle trattative. Quello che non può certo sospettare è che l'autrice del diabolico piano è proprio Madame Luisa... |                   |         |
| 14 | Falsa accusa / Non si scherza coi rapimenti 「誘拐ゲームはお好き」 - Yūkai gēmu wa osuki | 27 ottobre 1984   |         |
| 14 | Lupin è accusato ingiustamente di aver rapito la ricca signora Alda. Viene catturato e dovrebbe essere giustiziato. Ron, il figlio della signora Alda, si è innamorato di Fujiko e intende sposarla. Lupin riesce però come sempre a fuggire, quindi libera Fujiko e con un ipnotismo la rende sua "schiava d'amore".... |                   |         |
| 15 | Mai fidarsi troppo / Il sicario nell'ombra 「殺しが静かにやってくる」 - Koroshi ga shizuka ni yattekuru | 3 novembre 1984   |         |
| 15 | Lupin questa volta è alle prese con un nemico sconosciuto: non c'è cosa peggiore che vivere con la morte in agguato alle nostre spalle! |                   |         |
| 16 | Il furto della mela / Il filtro della mela dorata 「黄金のリンゴには毒がある」 - Oogon no ringo ni wa doku ga aru | 10 novembre 1984  |         |
| 16 | Lupin vuole rubare la mela più famosa del mondo, ovvero la "mela di Eva"! Questa mela è dotata di un filtro magico al quale nessuno può resistere ed è proprio questo il motivo principale che spinge Lupin a rubarla... |                   |         |
| 17 | Rischio calcolato / Finalmente ci sposiamo? 「結婚するって本当ですか」 - Kekkon surutte hontō desu ka – "Ti sei veramente sposato?" | 17 novembre 1984  |         |
| 17 | Nonostante la genialità delle sue azioni, Lupin rischia troppo e viene catturato dall'infaticabile ispettore Zenigata mentre è impegnato a trafugare un ingente quantitativo d'oro. Riuscirà anche stavolta a fuggire? |                   |         |
| 18 | Danza pericolosa / Signore e signori... il ballo della morte 「ショータイムは死の香り」 - Shōtaimu wa shi no kaori | 24 novembre 1984  |         |
| 18 | Facile preda del fascino femminile, Lupin si lascia invischiare in una situazione estremamente rischiosa. La sua vita e quella di Jenny, una graziosa cameriera di un casinò, sono in serio pericolo... |                   |         |
| 19 | La cassa del tesoro / La via del tradimento 「裏切りの荒野を走れ」 - Uragiri no kōya o hashire | 1º dicembre 1984  |         |
| 19 | Con l'aiuto di Fujiko e Jigen, Lupin fa evadere Parker, un galeotto che ha nascosto un prezioso forziere contenente un tesoro che vale milioni di dollari. Con un abile stratagemma, Lupin riesce a farsi dire da Parker dov'è nascosto il tesoro e, insieme ai suoi amici, parte alla sua ricerca. Anche stavolta Fujiko tenta di ingannare i suoi alleati, ma, alla fine, resta con un palmo di naso... |                   |         |
| 20 | L'uomo dalle due vite / Cancella il suo passato 「過去を消した男」 - Kako o keshita otoko | 8 dicembre 1984   |         |
| 20 | Lupin incontra una vecchia conoscenza, un truffatore soprannominato "il Cobra", che tempo prima lo aveva abilmente ingannato. Il lestofante, con connotati completamente diversi, è diventato ora un personaggio di rilievo. Con l'aiuto del computer e di un misterioso quadro, Lupin scopre che i due sono la stessa persona e riesce ad avere quello che gli spetta, più gli interessi: una valigetta piena di favolosi diamanti. |                   |         |
| 21 | La città incantata / Addio città incantata 「さらば黄金伝説」 - Saraba oogon densetsu | 15 dicembre 1984  |         |
| 21 | Secondo la teoria del professor Yau, una volta recuperate tre antiche sfere di cristallo in altrettanti luoghi impervi e misteriosi, si dovrebbe essere in grado di rintracciare la magica città di Kong Rong, colma di straordinari tesori. Lupin e i suoi amici in effetti riescono a localizzare la città incantata nel deserto del Gobi, ma non sono i soli a dare la caccia al mitico tesoro... |                   |         |
| 22 | Diamanti in pericolo / Mai bruciare diamanti 「ダイヤに炎は似合わない」 - Daiya ni honoo wa niawanai | 22 dicembre 1984  |         |
| 22 | Il presidente di un'importante compagnia diamantifera, per fare alzare le quotazioni dei diamanti sul mercato, finge di aver subito un furto. In realtà ha progettato di esportare il prezioso carico e di venderlo in un paese straniero. Lupin e i suoi amici riescono a mandare all'aria il suo progetto, ma anche per loro il favoloso tesoro è destinato a trasformarsi in cenere... |                   |         |
| 23 | Scacco al computer / La strategia della bancamobile 「ベイルート移動銀行強奪作戦」 - Beirūto idō ginkō gōdatsu sakusen | 29 dicembre 1984  |         |
| 23 | La banca svizzera di Beirut è la più sicura del mondo per depositarvi denaro, anche se si trova nel punto più caldo del Medio Oriente. Dotata della possibilità di spostarsi da un punto all'altro della città infatti, è controllata da un supercervellone elettronico, che però va in tilt, se si presentano situazioni impreviste ed anomale, come solo Lupin sa creare... |                   |         |
| 24 | Il gioiello cinese / Prego per la tua anima 「友よ深く眠れ」 - Tomoyo fukaku nemure | 12 gennaio 1985   |         |
| 24 | Il potente boss della malavita giapponese, Kofiru Tanyiama, è riuscito finalmente ad impossessarsi di un famoso "Bankitai", preziosissimo e antico sgabello cinese. Mentre cerca di esportarlo nel suo Paese, viene sorpreso e derubato da Lupin, che ha per il "Bankitai" il suo stesso interesse. Per recuperare l'oggetto Taniyama si serve dell'aiuto del Samurai Seiryu, un tempo amico fraterno di Goemon... |                   |         |
| 25 | L'uovo di Colombo / Non siamo angeli 「俺たちは天使じゃない」 - Oretachi wa tenshi janai – "Noi non siamo angeli" | 19 gennaio 1985   |         |
| 25 | Lupin, toccato da profondi sentimenti, si butta in una rischiosissima operazione di recupero di alcuni gioielli, coinvolgendo i suoi inseparabili amici. Ad aspettarlo al varco, come sempre, c'è l'ispettore Zenigata... |                   |         |
| 26 | Il fantasma / Il fantasma di New York 「ニューヨークの幽霊」 - Nyū Yōku no yūrei – "I fantasmi di New York" | 26 gennaio 1985   |         |
| 26 | Goemon è coinvolto direttamente in una strana avventura: il fantasma di una ragazza lo perseguita fino a quando egli accetta di collaborare per la buona riuscita di un'operazione... |                   |         |
| 27 | Gemma dell'Alaska (prima parte) / Nome in codice: Gemma dell'Alaska (Parte 1) 「暗号名はアラスカの星」 - Angōmei wa Arasuka no hoshi – "Il nome in codice è stella dell'Alaska" | 2 febbraio 1985   |         |
| 27 | Lupin e Jigen sono alla ricerca della gemma dell'Alaska, un prezioso seme di grano che può crescere alle basse temperature. Anche russi e americani lo stanno cercando: i primi per utilizzarlo, i secondi per distruggerlo. George Kurger è l'agente della CIA incaricato di eliminare il nuovo seme. George fugge col prezioso ritrovato, ma il suo aereo viene abbattuto e precipita in mare. Lupin e Jigen entrano in contatto con Barbara, la vedova di George... |                   |         |
| 28 | Gemma dell'Alaska (seconda parte) / Nome in codice: Gemma dell'Alaska (Parte 2) 「アラスカの星は地獄への報酬」 - Arasuka no hoshi wa jigoku e no hōshū – "La stella dell'Alaska è un biglietto per l'inferno" | 9 febbraio 1985   |         |
| 28 | Lupin parte alla ricerca della gemma dell'Alaska, inseguito da spie russe e americane; ma l'anello, che doveva contenere il seme, è vuoto e, dopo una serie di avventure, i nostri amici scoprono che George Kurger è ancora vivo e che il seme è nascosto in un proiettile. Dopo uno scontro a fuoco tra Jigen e George, Barbara torna dal marito, mentre il prezioso seme di grano prende il volo a bordo di un palloncino colorato... |                   |         |
| 29 | Luna di miele / Andiamo sulla Luna (di miele) 「月へハネムーンに行こう」 - Tsuki e hanemūn ni ikō – "Andiamo in luna di miele sulla Luna" | 16 febbraio 1985  |         |
| 29 | Lupin vuole sposare Fujiko e portarla in luna di miele niente meno che sulla...Luna! Così cerca di mettersi in contatto col professor Cirkit, che, oltre a possedere un missile ultramoderno, ha anche inventato una formula per il carburante necessario a farlo viaggiare. Il professore però è braccato da tutte le superpotenze e per poter essere al sicuro si è rifugiato "al fresco", tra le mura del carcere. Perciò Lupin è costretto a farsi arrestare da Zenigata... |                   |         |
| 30 | La vendetta di Seila / Un cocktail chiamato "Vendetta" 「カクテルの名は復讐」 - Kakuteru no na wa fukushū | 23 febbraio 1985  |         |
| 30 | Seila, una giovane donna, intende vendicare il padre, assassinato da Jack Metousa, un incallito criminale; Lupin e i suoi amici non solo aiutano Seila a fare vendetta senza doversi macchiare di un omicidio, ma rubano a Metousa una fortuna in lingotti d'oro, già appartenuti in passato al padre della ragazza... |                   |         |
| 31 | Il collezionista / Inversione! Inversione! E ancora inversione! 「逆転 逆転また逆転」 - Gyakuten - Gyakuten mata gyakuten | 2 marzo 1985      |         |
| 31 | Galan, miliardario messicano, colleziona quadri di grande valore, ma di provenienza sospetta. Approfittando di una mostra su Renoir, Lupin ruba un capolavoro, che, tramite Fujiko, entrata nel frattempo nelle grazie e nella casa di Galan, tenta di vendere al collezionista. Ciò permette ai nostri amici di arrivare a mettere le mani sull'intera collezione... |                   |         |
| 32 | La macchina del presidente / La chiave da 10 milioni di dollari 「1000万ドルの鍵」 - Senman-doru no kagi – "La chiave da 10 milioni di dollari" | 9 marzo 1985      |         |
| 32 | Dekkar, magnate del petrolio americano, per vendicarsi di un torto subito, vuole uccidere Logan, Presidente degli Stati Uniti. All'uopo propone a Lupin di rubare la supercorazzata auto presidenziale, dietro il favoloso compenso di dieci milioni di dollari. Questo per costringere Logan, almeno temporaneamente, a servirsi di un'altra vettura, permettendogli così di portare avanti il suo piano e facendo poi ricadere la responsabilità dell'omicidio su Lupin. Quest'ultimo però agisce prima di rimanere vittima della diabolica macchinazione... |                   |         |
| 33 | Giochi pericolosi / Un bambino geniale 「天才少年の危険な遊び」 - Tensai shōnen no kiken na asobi | 16 marzo 1985     |         |
| 33 | Il piccolo Mihail è un grande ammiratore di Lupin e dei suoi amici e conosce tutte le loro avventure. Quando poi viene rapito ed è proprio Lupin a salvarlo, decide di seguirlo ed entrare a far parte della sua banda. Mihail però non è un bambino come gli altri: infatti la sua mente eccezionale custodisce una formula che potrebbe risolvere il problema della fame nel mondo... |                   |         |
| 34 | Caccia al tesoro / Tutti mafiosi a Manhattan?! 「マンハッタン・クライシス」 - Manhattan Kuraishisu – "Manhattan Crisis" | 23 marzo 1985     |         |
| 34 | Per Lupin e i suoi amici questa volta la posta in gioco è molto alta: si tratta infatti di rubare ben 8 milioni di dollari niente meno che al potente capo della mafia newyorkese. Dopo essere riusciti a evitare le numerose trappole preparate dai sicari del boss e aver finalmente messo le mani sul bottino, i nostri amici sono però costretti a rinunciarvi per salvarsi la pelle... |                   |         |
| 35 | Doppio gioco / Oltre il bersaglio 「ターゲットは白銀のはてに」 - Target (tāgetto) wa hakugin no hateni | 30 marzo 1985     |         |
| 35 | Lupin sta organizzando un colpo che si preannuncia memorabile: un enorme cumulo di lingotti d'oro custodito in una banca presidiata da sofisticati congegni d'allarme; ma superate tutte le barriere, i lingotti non ci sono. Spolding, il direttore della banca, ha qualche sospetto e Lupin riesce a individuare i responsabili della sparizione del bottino in due simpatici vecchietti che vivono tra le montagne. La coppia è fatta oggetto di una serie di attentati. Alla fine però Lupin smaschera il vero colpevole, ossia Spolding: era lui a tenere le fila della colossale truffa... |                   |         |
| 36 | La leggenda del falco / Il falco che si posa sulla gloria 「鷲の舞い降りる時」 - Washi no maioriru toki | 6 aprile 1985     |         |
| 36 | Il piccolo stato di Herazard vive sotto il crudele dominio del colonnello Tolfar, che ha spodestato il principe Faron, prendendo il potere con un colpo di stato. Un'antica leggenda locale afferma però che quando il falco dagli occhi rossi sarà riportato a Herazard, la felicità tornerà nel paese. Lupin non crede alla leggenda, ma davanti all'evidenza dei fatti deve arrendersi... |                   |         |
| 37 | A tutti i costi / Stavolta Zazzà è arrabbiato sul serio! 「父っつあん大いに怒る」 - Tottsuan ooi ni ikaru | 20 aprile 1985    |         |
| 37 | Convinto che Lupin abbia ucciso una ragazzina indifesa, Zenigata decide di vendicarla a tutti i costi. Ottenuta dai suoi superiori l'autorizzazione a uccidere il suo eterno nemico, scopre che non solo la ragazzina non è morta, ma che non è neppure quella ragazzina innocente che gli ha fatto credere di essere... |                   |         |
| 38 | La sirenetta / Letizia, la delfina innamorata 「俺を愛したレティシア」 - Ore o ai shita Retishia | 27 aprile 1985    |         |
| 38 | Un vandalo prima spezza e poi ruba un braccio della Sirenetta di Copenaghen, statua celebre in tutto il mondo. Lupin vuole ritrovarlo e cerca l'aiuto di Leticia, una delfina che si è "innamorata" di lui. Il braccio però nasconde un segreto, ovvero un cuore di diamante. Wales, segretario dell'ufficio del turismo, lo ha trafugato. Anche Fujiko desidera impadronirsi del prezioso gioiello. Lupin, dopo aver riconsegnato il braccio all'ispettore Zenigata, deve vedersela con Leticia... |                   |         |
| 39 | Un autocarro tutto d'oro / Gli Stati Uniti D'Africa 「ライバルに黄金を」 - Raibaru ni oogon o | 11 maggio 1985    |         |
| 39 | Il colonnello Gease ruba 6.800 lingotti d'oro: il suo intento è quello di diventare capo di uno stato ancora da fondare, gli Stati Uniti d'Africa. Del furto viene ovviamente accusato Lupin, anche se questa volta l'ispettore Zenigata è convinto della sua innocenza. Lupin, Jigen e Goemon ritrovano il bottino e consegnano il colonnello e la sua banda a Zenigata... |                   |         |
| 40 | La lotteria / Panico totale alla lotteria! 「一枚のお宝で大混戦」 - Ichimai no otakara de dai-konsen | 25 maggio 1985    |         |
| 40 | La lotteria americana è un nuovo gioco che emoziona grandi folle e muove una grande quantità di denaro. Lupin scopre che l'organizzatore, Tommy Luckino, controlla le estrazioni e si appropria delle vincite maggiori. Decide quindi di rubare i 50.000 dollari che costituiscono il premio della lotteria maggiore. Dopo una serie di peripezie, riesce nello scopo e lascia nei guai Luckino che si ritrova senza i 50.000 dollari e con ben due possessori del biglietto vincente... |                   |         |
| 41 | Legge marziale / E dopo la notte fu legge marziale 「戒厳令の夜」 - Kaigenrei no yoru | 8 giugno 1985     |         |
| 41 | I nostri arrivano in un piccolo paese del centroamericana per rubare il tesoro accumulato dal dittatore-presidente negli anni del suo dominio. Vengono preceduti nell'impresa da due loschi figuri, il colonnello Arnold e Domingo, segretario dello stesso presidente. Costoro approfittano di un colpo di stato, che essi stessi hanno contribuito a scatenare, per portare via e nascondere il tesoro. La vera mente dell'affare è Domingo, che si serve di Anita, una ragazza di Praga in esilio, con la promessa di riportarla nella sua città natale. I nostri approfittano della rottura tra Arnold e Domingo, che cercano di imbrogliarsi a vicenda, per impadronirsi del tesoro... |                   |         |
| 42 | La piramide / Il furto del premio assicurativo sulla piramide 「ピラミッドの保険金を奪え」 - Piramiddo no hokenkin o ubae | 20 giugno 1985    |         |
| 42 | Al corrente delle immense ricchezze accumulate grazie ad affari tra i più loschi da una coppia di malfattori dell'alta società, Bone e Waib, Lupin e i suoi decidono di alleggerirli. Allo scopo, fingono di aver scoperto una piramide egizia e chiedono di assicurarla contro il furto. Bone e Waib cadono nel tranello, assicurano la piramide egizia (in realtà una scatola di plastica piena di ghiaccio), e quando la piramide svanisce, letteralmente disciolta al sole, sono costretti a pagare... |                   |         |
| 43 | Ciao, Cenerentola / Addio, Cenerentola 「さらばシンデレラ」 - Saraba Shinderera | 29 giugno 1985    |         |
| 43 | Glenchen, un'ex star del cinema hollywoodiana, sposata all'imperatore di Malon, muore in un incidente d'auto. Fujiko, sua grande amica, sospetta che sia stata assassinata dal marito e, per vendicarla, chiede agli amici di rubare il tesoro dell'imperatore. Lupin accetta, mentre Jigen e Goemon rifiutano. Dopo un primo tentativo andato a vuoto, Lupin ci riprova, ma cade in trappola e sta per essere catturato. Solo l'intervento di Jigen e Goemon riescono a salvarlo e a condurre in porto l'impresa... |                   |         |
| 44 | Scuola di recitazione / Papà Lupin! 「ボクたちのパパは泥棒」 - Boku-tachi no papa wa dorobō | 6 luglio 1985     |         |
| 44 | Durante l'organizzazione di un grosso furto di gioielli, Lupin, Jigen e Goemon, vengono avvicinati da alcuni bambini che dichiarano di essere figli loro. Compiuta la rapina, Lupin scopre che i gioielli sono falsi: il loro proprietario, un certo Mackey, ha spianato loro la strada per incassare i soldi dell'assicurazione. Le sorprese però non sono finite: Mackey dirige una scuola di recitazione e i "figli" di Lupin sono i suoi piccoli allievi... |                   |         |
| 45 | Il sapore della vittoria / Cin cin al truffatore! 「コンゲームに乾杯」 - Kon-gēmu ni kanpai | 20 luglio 1985    |         |
| 45 | Pinkerton, un galeotto, muore in prigione dopo aver nascosto nella sua cella la chiave di una cassaforte di cui Lupin è entrato in possesso. La cassaforte si rivela indistruttibile e Lupin è costretto a introdursi nel carcere dove è custodito Pinkerton per recuperare la chiave. L'operazione ha successo grazie all'aiuto di Duran , compagno di misfatti della bella Fujiko. Quando tutto sembra risolto, compare sulla scena Carlos, il fratello gangster di Pinkerton, che reclama l'eredità del congiunto. |                   |         |
| 46 | Rapina su commissione / Ali gloriose tornano a volare 「俺の翼はスクラップ」 - Ore no tsubasa wa scrap (sukurappu) | 27 luglio 1985    |         |
| 46 | Le famose bambole Hino, patrimonio dell'antica cultura giapponese, devono arrivare "sane e salve" negli Stati Uniti, come regalo per la nascita della figlia del Presidente d'America. Quelle deliziose bamboline di porcellana nascondono però un pericoloso segreto, di cui Lupin e Fujiko cercano di impadronirsi ad ogni costo... |                   |         |
| 47 | Il mistero del quadro / L'apparenza di un quadro 「一枚の迷画」 - Ichimai no meiga | 17 agosto 1985    |         |
| 47 | Un quadro di pessima qualità e dall'apparenza del tutto innocente può nascondere segreti imprevedibili...e quando questi segreti sono la mappa di un favoloso tesoro, i personaggi che tentano di impadronirsene non sono pochi. Lo scopo del samurai Goemon però non è quello di arrivare al tesoro per avidità, bensì per aiutare il suo piccolo amico Ken a guarire... |                   |         |
| 48 | Guerra di spie / La lacrima di Ade 「ハディスの涙」 - Hadisu no namida | 31 agosto 1985    |         |
| 48 | Lupin decide il colpo del secolo: rubare la statua di Ade dagli occhi di cristallo. Le preziose gemme però si rivelano false. Tra il popolo di Samoa intanto serpeggia la rivolta: gli abitanti infatti si sentono ingannati e depredati. Quando però Maia, la figlia del capo, viene rapita, Lupin, grazie alla sua proverbiale astuzia, riesce a liberarla e a riportare la pace tra la popolazione... |                   |         |
| 49 | L'adozione / Vogliono adottare Zazzà 「父っつあんが養子になった日」 - Tottsuan ga yōshi ni natta hi – "Il giorno in cui Paparino viene adottato in una famiglia" | 28 settembre 1985 |         |
| 49 | La multimiliardaria Madame Tequila, presa da improvvisa ammirazione per l'ispettore Zenigata, vuole adottarlo a tutti i costi. Nel frattempo però fa in modo che Lupin e Jigen rubino il suo favoloso diamante detto il "Maiale Nero", per poterne riscuotere l'assicurazione. Tuttavia, nonostante la sua favolosa ricchezza, non riesce a veder soddisfatto nessuno di questi suoi desideri... |                   |         |
| 50 | In fondo al mare / Distruggete il sottomarino atomico Ivanov 「原潜イワノフの抹殺指令」 - Gensen Iwanofu no massatsu-shirei – "Ordine di abbattimento del sottomarino atomico Ivanov" | 25 dicembre 1985  |         |
| 50 | Rubare un sottomarino atomico per recuperare un antico tesoro sommerso non è impresa da poco, ma Lupin e i suoi amici non si fermano di fronte a nulla. Purtroppo per loro quel sottomarino è oggetto di grande interesse da parte delle potenze dell'Est e dell'Ovest che, per recuperarlo, rischiano di far scoppiare una nuova guerra mondiale... |                   |         |